# Aleksandr Gerasimov (ijshockeyer)
Aleksandr Petrovitsj Gerasimov (Russisch: Александр Петрович Герасимов) (Penza, 19 maart 1959 - Sint-Petersburg, 21 mei 2020) was een Sovjet-Russisch ijshockeyer.
Gerasimov won tijdens de Olympische Winterspelen 1984 de gouden medaille met de Sovjetploeg.